# 25606 Chiangshenghao
25606 Chiangshenghao (tên chỉ định: 2000 AT7) là một tiểu hành tinh vành đai chính. Nó được phát hiện bởi dự án Nghiên cứu tiểu hành tinh gần Trái Đất Lincoln ở Socorro, New Mexico, ngày 2 tháng 1 năm 2000. Nó được đặt theo tên Chiang Sheng-Hao, a Taiwanese high school student whose mathematical sciences project won second place ở the 2009 Giải thưởng Khoa học và Kỹ thuật Intel.